# Justyna Moniuszko

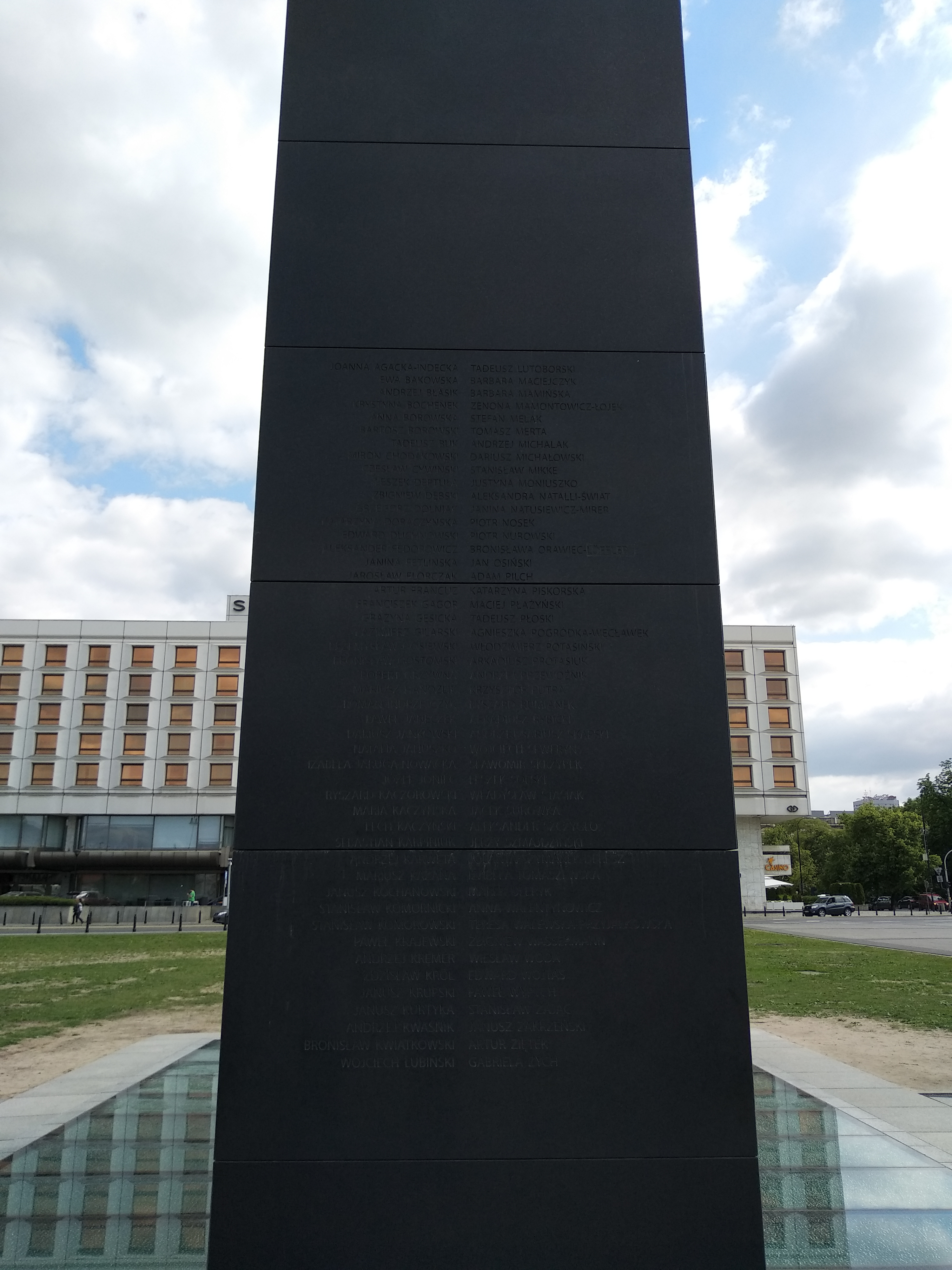
Justyna Moniuszko upamiętniona na Pomniku Ofiar Tragedii Smoleńskiej 2010 roku w Warszawie

Justyna Moniuszko (ur. 6 lipca 1985 w Białymstoku, zm. 10 kwietnia 2010 w Smoleńsku) – polska lotniczka i stewardesa, która zginęła w katastrofie smoleńskiej.

## Życiorys
Córka Danuty i Zdzisława. W 2004 roku Justyna Moniuszko ukończyła III Liceum Ogólnokształcące im. Krzysztofa Kamila Baczyńskiego w Białymstoku i kontynuowała naukę na Wydziale Mechanicznym Energetyki i Lotnictwa Politechniki Warszawskiej (kierunek: lotnictwo). W 2006 roku została wybrana pierwszą w historii Miss Politechniki Warszawskiej; w tym samym konkursie uzyskała również tytuł Miss Publiczności.
Była wieloletnim członkiem sekcji spadochronowej Aeroklubu Białostockiego (wykonała ponad 250 skoków spadochronowych), pilotem szybowcowym i harcerką, zastępową 93. Białostockiej Drużyny Harcerskiej „Na Próbie” im. Roberta Baden-Powella, wchodzącej w skład Chorągwi Białostockiej ZHP; miała patent drużynowej.
W okresie studiów była praktykantką Engineering Design Center w Instytucie Lotnictwa.
Od 1 maja 2008 roku do 30 listopada 2008 roku pracowała jako stewardesa w Polskich Liniach Lotniczych LOT. 1 grudnia 2008 roku rozpoczęła pracę w 36 Specjalnym Pułku Lotnictwa Transportowego na stanowisku stewardesy. Wylatała około 425 godzin.
Zginęła 10 kwietnia 2010 w katastrofie polskiego samolotu Tu-154M w Smoleńsku w drodze na obchody 70. rocznicy zbrodni katyńskiej. W trakcie lotu pełniła funkcję stewardesy w załodze samolotu.
20 kwietnia pochowano ją z honorami wojskowymi na cmentarzu miejskim w Białymstoku przy ul. Wysockiego 63; w uroczystości uczestniczyła Kompania Reprezentacyjna Pomorskiego Okręgu Wojskowego, a nad cmentarzem krążył biało-niebieski samolot „Antek” (An-2) należący do Aeroklubu Białostockiego, z którego Justyna Moniuszko skakała ze spadochronem. W uroczystościach pogrzebowych w Białymstoku wzięli udział m.in. przedstawiciele rządu (ministrowie Barbara Kudrycka i Marek Sawicki), prorektor Politechniki Warszawskiej prof. Roman Gawroński, duża grupa studentów Politechniki, dziesiątki białostockich harcerzy oraz licznie zgromadzona białostocka młodzież. Jej ciało zostało ekshumowane w nocy z 8 na 9 listopada 2017 w związku z prowadzonym przez Prokuraturę Krajową śledztwem.
Wraz z Jerzym Maryniakiem i E. Ładyżyńską-Kozdraś przygotowała referat Modelling Dynamics and Aerodynamic Tests of a Sport Parachute Jumper During Flight in Sitfly Position na międzynarodową konferencję Polskiego Towarzystwa Biomechanicznego „Biomechanics 2010” w Warszawie (25–28 sierpnia 2010).

## Odznaczenia
16 kwietnia 2010 roku została pośmiertnie odznaczona Krzyżem Kawalerskim Orderu Odrodzenia Polski, za wybitne zasługi w służbie państwu i społeczeństwu, na wniosek premiera Donalda Tuska.

## Upamiętnienie
12 kwietnia 2010 roku przy ul. Piastowskiej w Białymstoku posadzono 6 Dębów Pamięci upamiętniających ofiary katastrofy w Smoleńsku; jeden z nich poświęcono Justynie Moniuszko.
W 2010 roku firma General Electric Polska i Instytut Lotnictwa stworzyły stypendium naukowe imienia Justyny Moniuszko, przeznaczone dla najlepszych studentów Wydziału Mechanicznego Energetyki i Lotnictwa Politechniki Warszawskiej, przyznawane trzem studentom toku magisterskiego na okres trzech semestrów.
10 kwietnia 2011 roku przy Zespole Szkół nr 6 w Białymstoku posadzono dąb pamięci nazwany imieniem Justyny Moniuszko i odsłonięto poświęconą jej tablicę pamiątkową.